# República do Egito (1953-58)
A República do Egipto (Árabe: جمهورية مصر‎, Gumhūrīyat Maṣr) foi o estado do Egito desde a abolição da monarquia Egípcia e Sudanesa em 1953 até a união do Egipto com a Síria na República Árabe Unida em 1958. A declaração da república aconteceu depois da Revolução Egípcia de 1952, impulsionada pela impopularidade do Rei Faruque, que foi visto como sendo muito fraco face aos britânicos, juntamente com a derrota na Guerra árabe-israelense de 1948.
Com a declaração da República, Muhammad Naguib foi jurado como o primeiro Presidente do Egipto, servindo nessa qualidade por um pouco menos de um ano e meio, antes de ser forçado a demitir-se pelos seus colegas revolucionários. Após a renúncia de Naguib, o cargo de presidente esteve vago até a eleição de Gamal Abdel Nasser em 1956.
No dia 18 de junho de 1953, o general Mohammed Nagib proclamou a República do Egito, após destronar o rei Faruk através de um golpe millitar. A última página da história da monarquia egípcia foi virada um ano antes da proclamação da república no país. Com um golpe militar sem derramamento de sangue, os chamados “oficiais livres” tomaram o poder no dia 23 de julho de 1952, depondo o rei Faruk. Após uma série de calorosos debates, os golpistas decidiram não condenar o monarca à morte, que foi então enviado ao exílio na Itália. O antigo rei não deveria nunca mais retornar ao país, embora a monarquia continuasse existindo oficialmente, uma vez que a república só seria proclamada em 18 de junho do ano seguinte. Uma junta foi designada para substituir o dono da coroa, embora o cargo tivesse se esvaziado de qualquer poder. O governo, na verdade, passou às mãos dos golpistas, que há anos trabalhavam pela liberação do Egito da tutela britânica e do domínio da aristocracia. Membros de várias correntes políticas formavam a Sociedade dos Oficiais Livres: socialistas, nacionalistas e até participantes da organização islâmica Irmãos Muçulmanos. A liderança era exercida por Gamal Abdel Nasser, filho de um funcionário público egípcio, que após sua formação na Academia Militar começou a recrutar forças revolucionárias entre seus correligionários. Estes, assim como Nasser, vinham de famílias simples e transformaram-se, através da carreira na Academia Militar, fundada pelos ingleses, na nova elite do país. Após a fundação de Israel O pano de fundo do golpe foi, por um lado, a rejeição aos ingleses e, por outro, a intenção de proclamar a “verdadeira independência egípcia”. Essas razões levaram boa parte dos oficiais a simpatizar, durante a Segunda Guerra Mundial, com a Alemanha nazistaO grande desafio para os novos detentores do poder foi a fundação de Israel em 1948. O Estado judaico foi encarado como uma provocação dos países colonizadores e entendido como manobra destes para garantir influência no Oriente Médio. A derrota na primeira guerra contra Israel não foi considerada uma vergonha para o país, mas creditada à má vontade do rei em vencer o conflito. O regime corrupto do monarca teria sido responsável pela aquisição de armas ineficazes e estas teriam contribuído para a derrota do Egito. A luta contra a corrupção foi, por isso, uma das principais tarefas empreendidas pelos oficiais e uma das razões que levaram à revolução em 1952.Golpe militar O general Muhamed Nagib, que após o golpe tornou-se o número um do Conselho do Comando Revolucionário, afastou Nasser do centro de decisões. Nagib, então com 51 anos, era o mais velho dos golpistas e gozava de boa reputação entre os oficiais mais novos, principalmente por ter sido um crítico feroz no período pré-revolucionário. Os oficiais tentaram iniciar um trabalho conjunto com os políticos do país. Pouco tempo depois, Nagib alertava para o perigo de uma nova ditadura, uma vez que muitos dos responsáveis pela corrupção do governo anterior continuavam em seus postos. Sete “comitês de limpeza” demitiram 800 civis e cem militares até agosto de 1953.Logo surgiram, no entanto, conflitos entre os militares, que os levaram à disputa acirrada pelo poder. Nagib, contrário à ideia de os militares assumirem todos os negócios do governo, reprimindo por completo o papel dos civis, prezava por outro lado sua imagem e influência como figura emblemática da revolução. Em fevereiro de 1954, eclodiu o conflito entre Nagib e Nasser. Este saiu vitorioso, tirou o poder das mãos de Nagib, assumiu o controle do Estado, instaurou uma censura rigorosa e aboliu os partidos políticos .A tentativa de resistência de Nagib fracassou e no final de 1954 nem mais seu prestígio perante a opinião pública lhe foi útil. Seu passado serviu, quando muito, para salvá-lo do pior, uma vez que Nasser condenou-o à prisão domiciliar para o resto de sua vida.